# Brindabella Airlines
Brindabella Airlines Pty Ltd fue una aerolínea regional con base en Canberra, Australia. Es una aerolínea filial de Qantas que opera una pequeña aerolínea regional. Su base de operaciones principal es el Aeropuerto Internacional de Canberra.

## Historia
La aerolínea fue fundada y comenzó a operar en 1994. Comenzó como una aerolínea charter y alquilando sus aviones, así como contaba con una pequeña base de mantenimiento de aviones ejecutivos. En 2000, Brindabella Airlines añadió una escuela de entrenamiento de pilotos a sus operaciones, y en abril de 2003, inició los vuelos regionales regulares de la aerolínea. Es propiedad de Jeffrey Boyd y Lara Corry-Boyd y emplea a más de ochenta personas.
En diciembre de 2005, Brindabella ganó un premio por su excelente servicio al turismo en el Rhodium ACT y los premios turísticos regionales de 2005. Durante agosto de 2006, Brindabella Airlines ganó dos premios en el ACT Telstra Business Awards 2006.
Brindabella Airlines introdujo el BAe Jetstream 41 el 5 de mayo de 2008 como el nuevo miembro de su flota doméstica. Brindabella recibió dos J41 en diciembre de 2007, y espera adquirir un tercer aparato. El Jetstream operará principalmente en las rutas de Newcastle a Port Macquarie, Coffs Harbour y Brisbane, con un segundo J41 en la ruta de Newcastle a Canberra. 
Bajo un acuerdo con la Dirección de Seguridad de Aviación Civil (CASA), Brindabella ha tomado el código ICAO BRI aunque no tiene un código ICAO oficial.

## Destinos
Brindabella Airlines opera vuelos a los siguientes servicios regulares domésticos:
- Aeropuerto de Albury (Albury)
- Aeropuerto Internacional de Canberra (Canberra)
- Aeropuerto de Newcastle (Newcastle)
- Aeropuerto de Port Macquarie (Port Macquarie)
- Aeropuerto de Coffs Harbour (Coffs Harbour)
- Aeropuerto de Brisbane (Brisbane).
- Aeropuerto de Tamworth (Tamworth)[5]

Un nuevo vuelo al Aeropuerto Latrobe Valley (Traralgon, Victoria) desde Canberra comenzó el 5 de septiembre de 2005. Este servicio estaba pensado para posibilitar el transporte entre la capital y el centro ASIC en Traralgon. Fue suspendido en mayo de 2006 debido a las bajas ocupaciones que según la aerolínea suponían a esta pérdidas superiores a los 200.000 dólares.
En agosto de 2006, Sunshine Express Airlines y Brindabella Airlines anunciaron que habían alcanzado un acuerdo por el que Brindabella se haría cargo de las rutas costeras de Nueva Gales del Sur entonces operadas por Sunshine Express. El 1 de octubre, Brindabella comenzó los vuelos regulares de transporte de pasajeros a Port Macquarie, Coffs Harbour y Brisbane, utilizando el mismo material y personal anteriormente proporcionados porSunshine Express.
En abril de 2008, anunció la introducción de un vuelo semanal directo entre Tamworth y Brisbane. Un vuelo de fin de semana fue añadido poco después.

## Flota

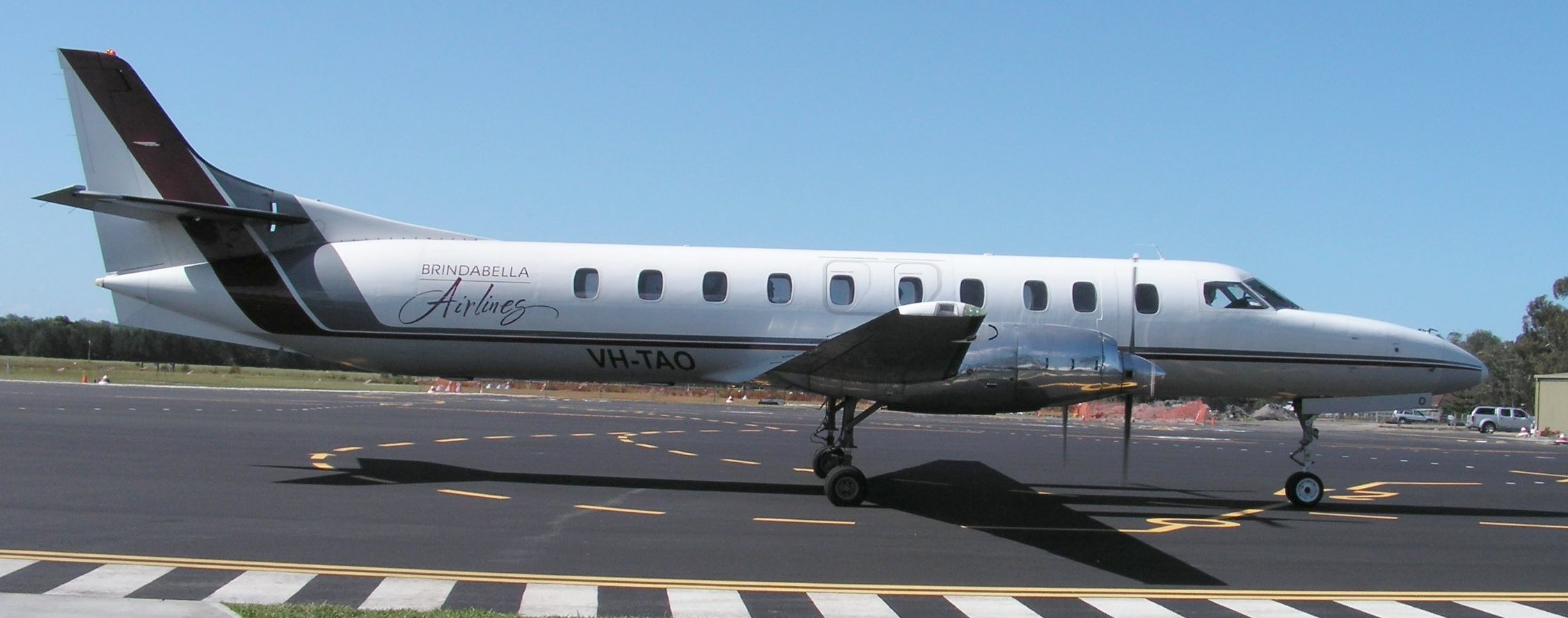
Metro de Brindabella Airlines en el aeropuerto de Port Macquarie.

A noviembre de 2009 un total de 18 aviones están en servicio en Brindabella Airlines:
Estos aviones son usados para vuelos regulares. 
- 3 Fairchild SA227-AC Metro III
- 2 BAe Jetstream 41 (1 pedido)

Estos aviones son usados para vuelos chárter y entrenamiento de pilotos.
- 2 Beechcraft Duchess
- 2 Piper PA-31 Navajo
- 1 Piper PA-28R-200 Arrow
- 1 Cessna 310
- 3 Cessna 150M
- 2 Cessna 172N
- 1 Cessna 172S
- 1 Brumby LSA 600